# Les Arnaqueurs (roman)
Pour les articles homonymes, voir Les Arnaqueurs.
Les Arnaqueurs (titre original : The Grifters) est un roman de l’écrivain américain Jim Thompson, publié aux États-Unis en 1963, et en France aux éditions Rivages/Noir en 1988. Il a été adapté au cinéma sous le même titre par Stephen Frears en 1990.

## Résumé
Roy Dillon, un petit escroc, doit faire face au choix suivant : cesser l'activité illégale et lucrative qui l'occupe, mais qui l’empêche de mener une vie normale, ou changer de voie et devenir honnête ?
Trois femmes gravitent autour de Roy. La plus influente est sa mère, Lilly. Elle est arnaqueuse comme lui et semble à l'image du conflit intérieur du héros sur le choix de vie qui se présente à lui. Il aime être arnaqueur, tout comme sa mère, même si cette activité l'empêche de jouir de l'existence comme il l'entend sur les plans sentimental, amical et professionnel.
Carol, femme pure, mais détruite par son expérience de la Shoah, tente de sauver Roy, qui veut d'abord la posséder, mais qui finit par l'humilier avant de regretter amèrement ses actes.
Moira, double féminin de sa mère (dans le récit, son cadavre remplace celui de Lilly), est la femme pervertie et perverse, celle qui peut perdre définitivement Roy.

## Analyse séquentielle
| Chapitre | Description | Fonction                     | Point de vue |
| -------- | --- | ---------------------------- | ------------ |
| 1        | On découvre Roy après s'être fait tabassé au sortir d'un bar                                                                               | présentation prépare ⇒ 6     | Roy          |
| 2        | Jeunesse de Lilly, comment son fils Roy la quitte à 18 ans                                                                                 | passé                        | Lilly        |
| 3        | On apprend que Roy doit rester sur ses gardes en permanence, on découvre sa liaison avec Moira                                             | manque                       | Roy          |
| 4        | Roy hésite à s'engager avec Moira | manque prépare ⇒ 16          | Roy          |
| 5        | Comment Roy est devenu Arnaqueur | passé                        | Roy          |
| 6        | Roy et Lilly se retrouve, il souffre de sa blessure (chap 1), elle l'envoie à l'hôpital                                                    | conflit NOUEMENT             | Roy          |
| 7        | Carol à l'hôpital, devient un enjeu entre Lilly et Roy                                                                                     | présentation conflit         | Carol        |
| 8        | Lilly aux courses, elle aussi est arnaqueuse                                                                                               | présentation                 | Lilly        |
| 9        | Lilly tabassée par son employeur ⇒ marque de cigarette sur la main                                                                         | manque Lilly prépare ⇒ 22    | Lilly        |
| 10       | Rencontre Moira et Lilly, jalousie autour de Roy Passé de Moira                                                                            | passé / conflit prépare ⇒ 20 | Moira        |
| 11       | Moira a des problèmes d'argent, se prostitue par nécessité                                                                                 | manque Moira                 | Moira        |
| 12       | Engueulade Roy / Moira. Roy couche avec Carol                                                                                              | choix +                      | Roy          |
| 13       | Engueulade Roy / Carol. Roy rembourse Lilly                                                                                                | choix -                      | Roy          |
| 14       | Engueulade Roy / Lilly qui demande à Roy d'arrêter l'Arnaque                                                                               | choix +                      | Roy          |
| 15       | Kaggs propose un bon boulot à Roy | choix +                      | Roy          |
| 16       | Roy et Moira voyage en amoureux. Roy recommence l'arnaque                                                                                  | choix -                      | Roy          |
| 17       | Roy et Moira plus proche que jamais mais Roy sait qu'il devra toujours mentir à Moira sur son activité                                     | manque                       | Roy          |
| 18       | Roy sympathise avec un patron de bar, son passé d'arnaqueur le rattrape                                                                    | manque                       | Roy          |
| 19       | Roy interrogé par la police, le patron de bar ne veut pas de son amitié. Moira annonce qu'elle connaît son activité d'escroc.              | manque                       | Roy          |
| 20       | Moira propose collaboration avec Roy, de monter des arnaques plus ambitieuse. Roy refuse, Moira croit que c'est par fidélité à Lilly.      | choix -                      | Moira        |
| 21       | Roy revoit Kaggs, ils sympathisent On annonce la mort de lilly.                                                                            | choix +                      | Roy          |
| 22       | Roy comprend que c'est Moira qui a tué Lilly. Roy remarque que la brûlure de cigarette n'est pas sur le corps. C'est Lilly qui a eu Moira. | CLIMAX                       | Roy          |
| 23       | Lilly va chez Roy pour voler son argent ⇒ il la surprend                                                                                   | DÉNOUEMENT                   | Lilly        |
| 24       | Dispute, Lilly tue Roy | DÉNOUEMENT                   | Lilly        |

## Adaptation cinématographique
- 1990 : Les Arnaqueurs (The Grifters), film américain de Stephen Frears, avec John Cusack dans le rôle de Roy Dillon, Anjelica Huston et Annette Bening. Le scénario de cette adaptation est signé Donald E. Westlake. Le film reçoit quatre nominations aux Oscars en 1991.

## Autour du livre
Il paraît très probable que Thompson fasse, dans ce livre, un clin d'œil à l'histoire du juge Roy Bean, personnage célèbre des récits du Far West. Les noms des trois protagonistes Roy, Lily et Moïra Langtry semblent provenir de Roy Bean et Lillie Langtry, comédienne admirée du juge qui donna son nom au légendaire saloon où il rendit la loi. Plus généralement, le Roy Dillon de Thompson est, tout comme l'image que les récits donnent de Bean, pris entre l'étau de la tentation de l'illégal, qu'il connaît de son passé, et celle d'une vie rangée, qu'il veut pour son avenir. La scène d'introduction même, du premier chapitre, où un serveur fait justice lui-même, se passe dans un bar, et rappelle clairement les deux activités que le juge Bean avait contractées. Si l'intérêt du livre ne se situe pas dans cette analogie, le clin d'œil de Thompson sonne comme une référence classique à la culture américaine.